# Petróleo no convencional
El petróleo no convencional es petróleo producido o extraído usando técnicas diferentes al método convencional (mediante perforación de un pozo de petróleo, y salida por presión propia o mediante bombeo del petróleo del subsuelo). Las industrias del petróleo y los gobiernos a lo largo del planeta están invirtiendo en fuentes no convencionales de petróleo debido  al incremento de la escasez de reservas de petróleo convencional.

## Fuentes de petróleo no convencional

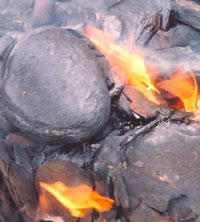
Lutita bituminosa.